# Emma Carelli
Emma Carelli (ur. 12 maja 1877 w Neapolu, zm. 17 sierpnia 1928 w Montefiascone) – włoska śpiewaczka operowa, mezzosopran.

## Życiorys
Była córką kompozytora Beniamino Carellego, u którego kształciła się w Conservatorio San Pietro a Majella w Neapolu. Zadebiutowała w 1895 roku w Altamurze w tytułowej partii w Westalce Saverio Mercadantego podczas przedstawienia z okazji 100. rocznicy urodzin kompozytora. W 1899 roku rolą Desdemony w Otellu debiutowała na deskach mediolańskiej La Scali, gdzie w 1901 roku zagrała rolę Tatiany we włoskiej premierze Eugeniusza Oniegina Piotra Czajkowskiego. W kolejnych lata śpiewała na scenach włoskich, a także w Buenos Aires i Rio de Janeiro. W 1910 roku poślubiła dziennikarza Waltera Mocchiego. Od 1912 do 1926 roku była dyrektorką Teatro Costanzi w Rzymie, w 1912 roku kreowała na tej scenie rolę tytułową we włoskiej premierze Elektry Richarda Straussa.
Zginęła w wypadku samochodowym.